# Контрада Марија (Месина)
Контрада Марија је насеље у Италији у округу Месина, региону Сицилија.
Према процени из 2011. у насељу је живело 61 становника. Насеље се налази на надморској висини од 488 м.